# Nick van der Velden
Nick van der Velden (Amsterdam, 16 dicembre 1981) è un allenatore di calcio ed ex calciatore olandese, di ruolo centrocampista, tecnico in seconda del Castellón.

## Caratteristiche tecniche
Trequartista, può giocare anche come ala destra o seconda punta.

## Palmares

### Competizioni nazionali
- Campionato olandese: 1

AZ Alkmaar: 2008-2009
- Supercoppa dei Paesi Bassi: 1

AZ Alkmaar: 2009
- Coppa dei Paesi Bassi: 1

Groningen: 2014-2015
- Scottish Challenge Cup: 1

Dundee United: 2016-2017